# Marija Kuzniecowa (lekkoatletka)
Marija Kuzniecowa (ukr. Марія Кузнєцова, ros. Мария Кузнецова, ur. 26 marca 1932) – ukraińska lekkoatletka startująca w barwach Związku Radzieckiego, specjalistka pchnięcia kulą, wicemistrzyni  Europy z 1954.
Zdobyła srebrny medal w pchnięciu kulą na mistrzostwach Europy w 1954 w Bernie. Całe podium zajęły reprezentantki ZSRR, gdyż złoty medal zdobyła Galina Zybina, a brązowy – Tamara Tyszkiewicz.
Zwyciężyła w pchnięciu kulą na akademickich mistrzostwach świata (UIE) w 1954 w Budapeszcie i zdobyła brązowy medal w 1953 w Bukareszcie. 
Rekord życiowy Kuzniecowej w pchnięciu kula wynosił 16,15 m. Został ustanowiony 3 czerwca 1962 w Pradze.